# Gawdat al-Malt
Gawdat al-Malt (arabisch جودت الملط; * Juli 1935; † 30. November 2024) war ein ägyptischer Ökonom. Er war Leiter der Central Auditing Agency (CAA). Berichte vom 31. Januar 2011, dass er als Finanzminister Teil des neuen Kabinetts von Präsident Mubarak werde, dementierte er in einem Interview auf al-Arabiya. In der Bevölkerung war er dafür bekannt, dass er wiederholt gegen Korruption im Land protestiert hatte.
Al-Malt studierte an der Universität Kairo Öffentliches Recht und Politische Ökonomie. Er promovierte 1967 in Öffentlichem Recht. Später arbeitete er als Rechtsberater des Kronprinzen in den Vereinigten Arabischen Emiraten.